# Université Thompson-Rivers
Pour les articles homonymes, voir Thompson et Rivière Thompson.

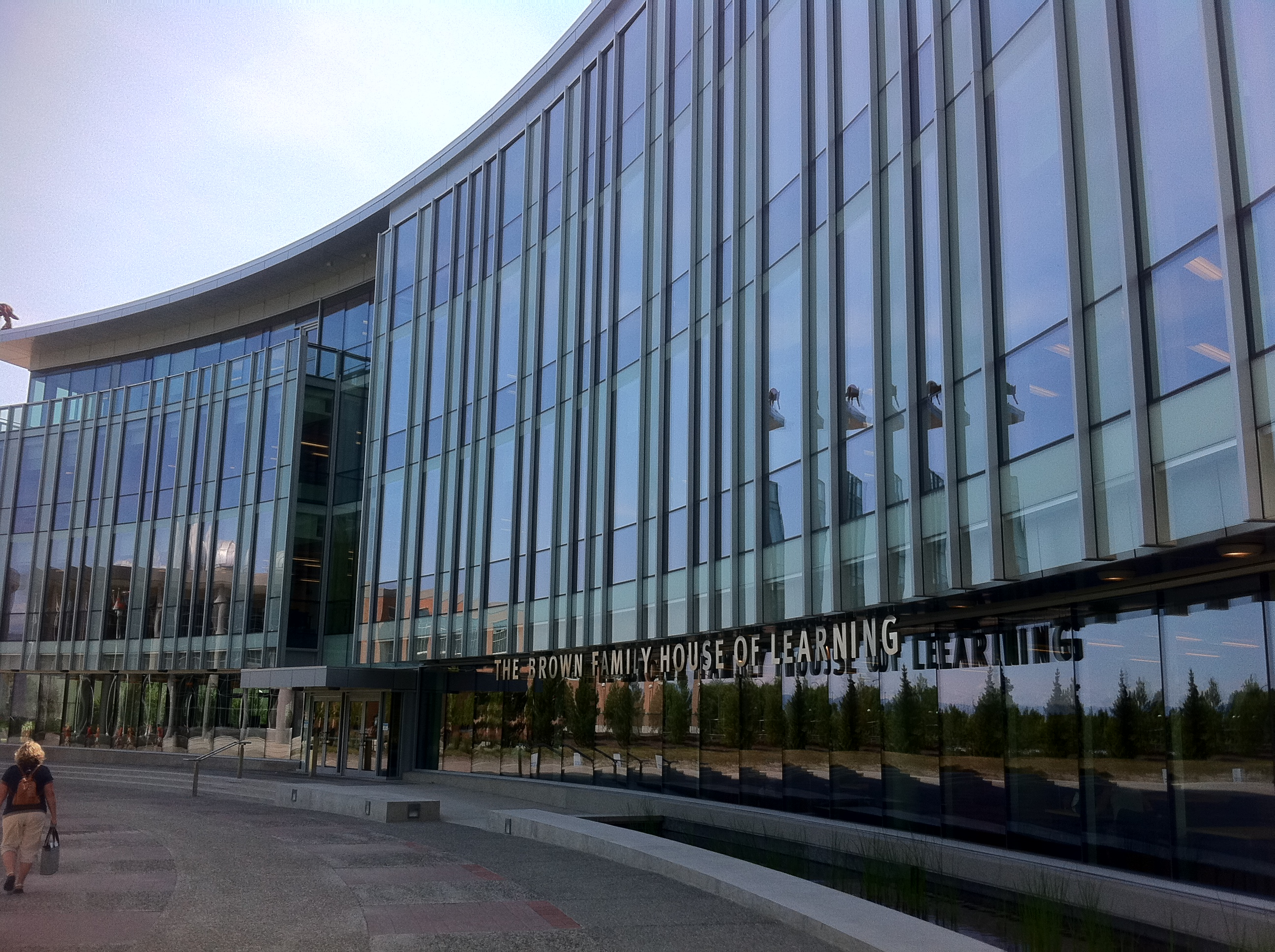
House of Learning

L’Université Thompson-Rivers est une université située à Kamloops en Colombie-Britannique. 
Elle accueille 30 000 étudiants avec des campus à Kamloops, Burnaby et Williams Lake.